# Platres
(Giorgos Seferis, Helen, 1955)
Platres (Πλάτρες) è una comunità (in greco κοινότητα?, koinótita) montana di Cipro. Si trova sulle pendici meridionali del Monti Troodos (Τρόοδος) ed è uno dei cosiddetti Krasochoria (Κρασοχώρια) (villaggi del vino), 25 km a nord-ovest di Limassol e 45 km a sud-ovest della capitale Nicosia.
Platres è un paese molto antico ed è menzionato tra i 119 villaggi del distretto di Limassol che esisteva già durante l'era lusignana (1192-1489 dC) e quella veneziana (1489-1571).

## Pano Platres
Pano Platres (Πάνω Πλάτρες) (Platres Alta), è la principale Hill station di Cipro. La città ha una popolazione residente di meno di 300 persone, che possono lievitare fino a 10000 durante la stagione turistica.
Pano Platres  è il nome dato al paese negli ultimi anni dopo che il vicino paesino di Tornarides (piccolo insediamento residenziale situato a circa 3 km a sud-ovest) è stato rinominato Kato Platres (Platres basso). Nonostante questo cambiamento, tutti (residenti e turisti) si riferiscono al villaggio con il nome originale di Platres.
In passato gli abitanti del villaggio erano principalmente pastori e viticoltori. In tempi più recenti, la maggior parte dei campi di vite sono stati convertiti in frutteti, per produrre ciliegie, mele, pere, pesche ed altri frutti. Tuttavia, nella seconda metà del XX secolo molte persone si sono dedicate al turismo che si è fortemente espanso.
Platres è diventata una località di villeggiatura molto popolare, da quando gli inglesi presero il controllo dell'isola di Cipro nel 1878. Tra le aride colline dei Troodos, Platres è particolare, a cavallo di un corso d'acqua perenne, che fornisce una fonte di acqua potabile e permette lo sviluppo di una vegetazione rigogliosa, cosa non comune sull'isola. Il posto fresco, lontano dal caldo della costa, ha fatto sì che i coloni rapidamente creassero una rete di alberghi, bar e passeggiate ombrose intorno al piccolo borgo.

Nel corso degli anni, Platres si è guadagnata una reputazione come destinazione di lusso, scelta da molti personaggi famosi, tra cui il re Farouk d'Egitto, il poeta Giorgos Seferis, vincitore del premio Nobel e lo scrittore britannico Daphne du Maurier, che qui compose la maggior parte del suo acclamato romanzo Rebecca, la prima moglie. Perciò il paese ha ricevuto l'appellativo di "Villaggio dei re e dei poeti".

## Galleria d'immagini

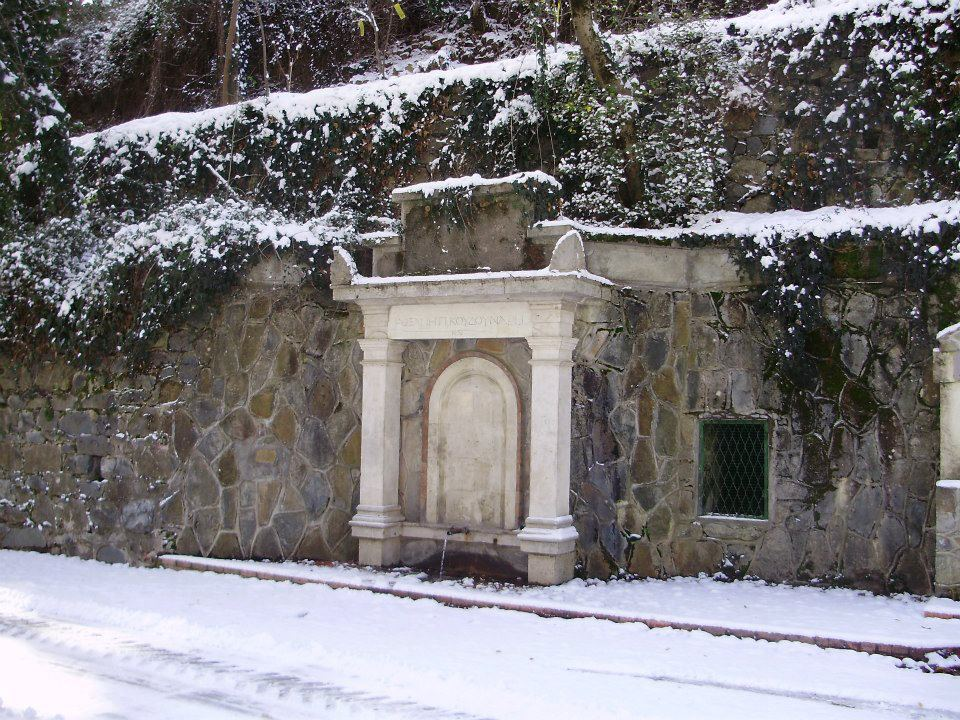
La fontana di Roxanne Koudounaris in inverno
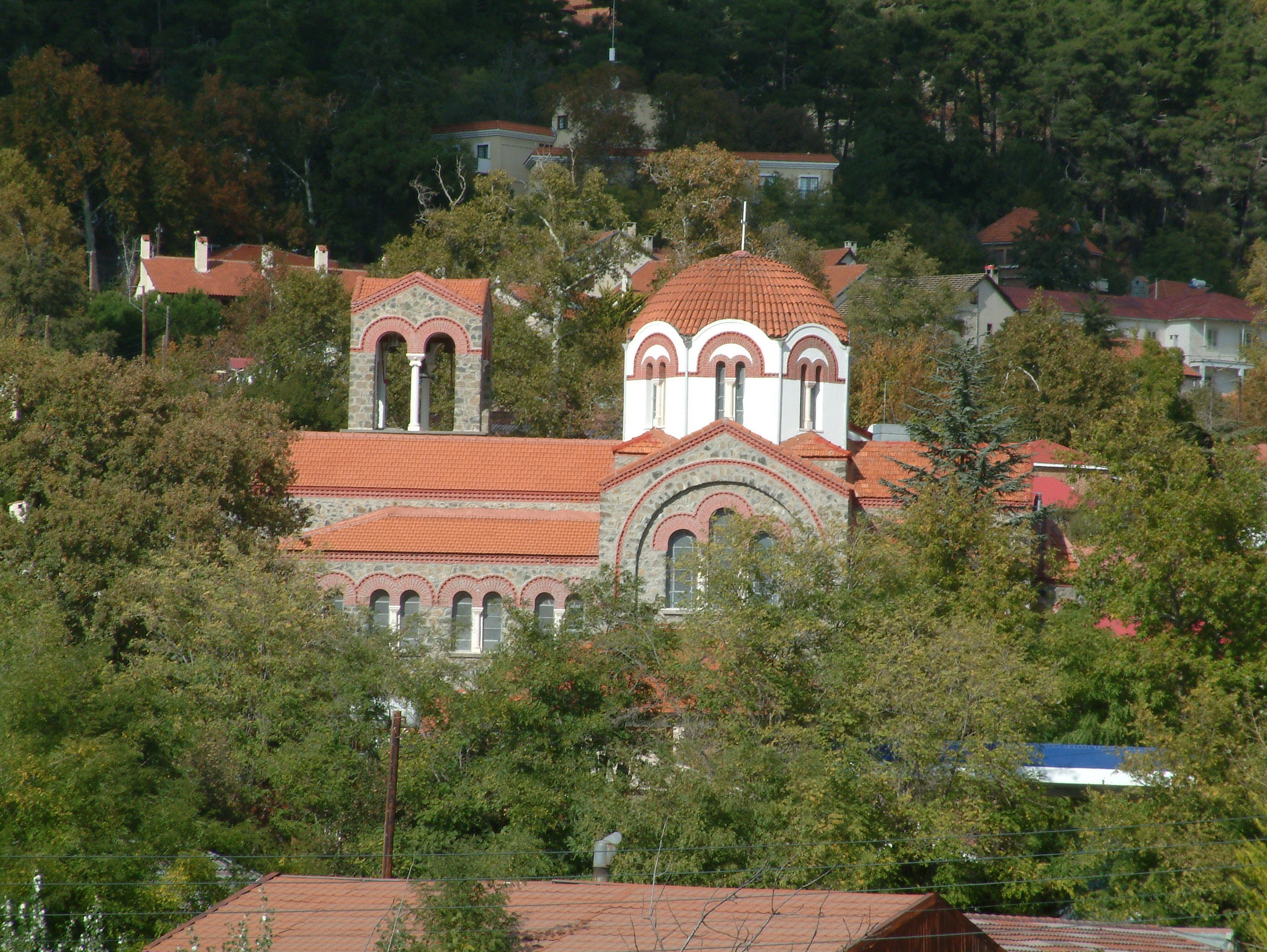
La chiesa Panayia Faneromenis
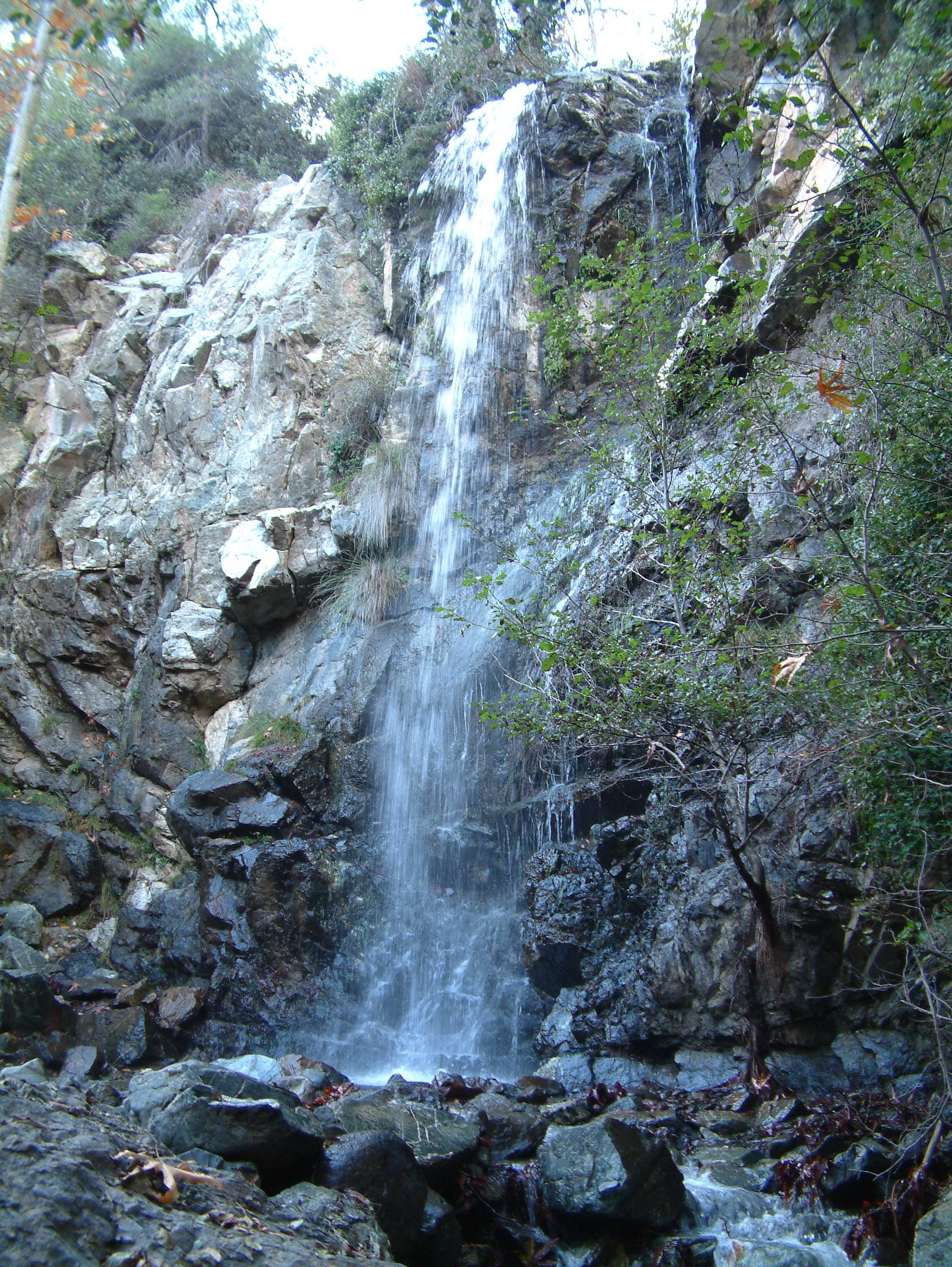
Cascata Kalidonia
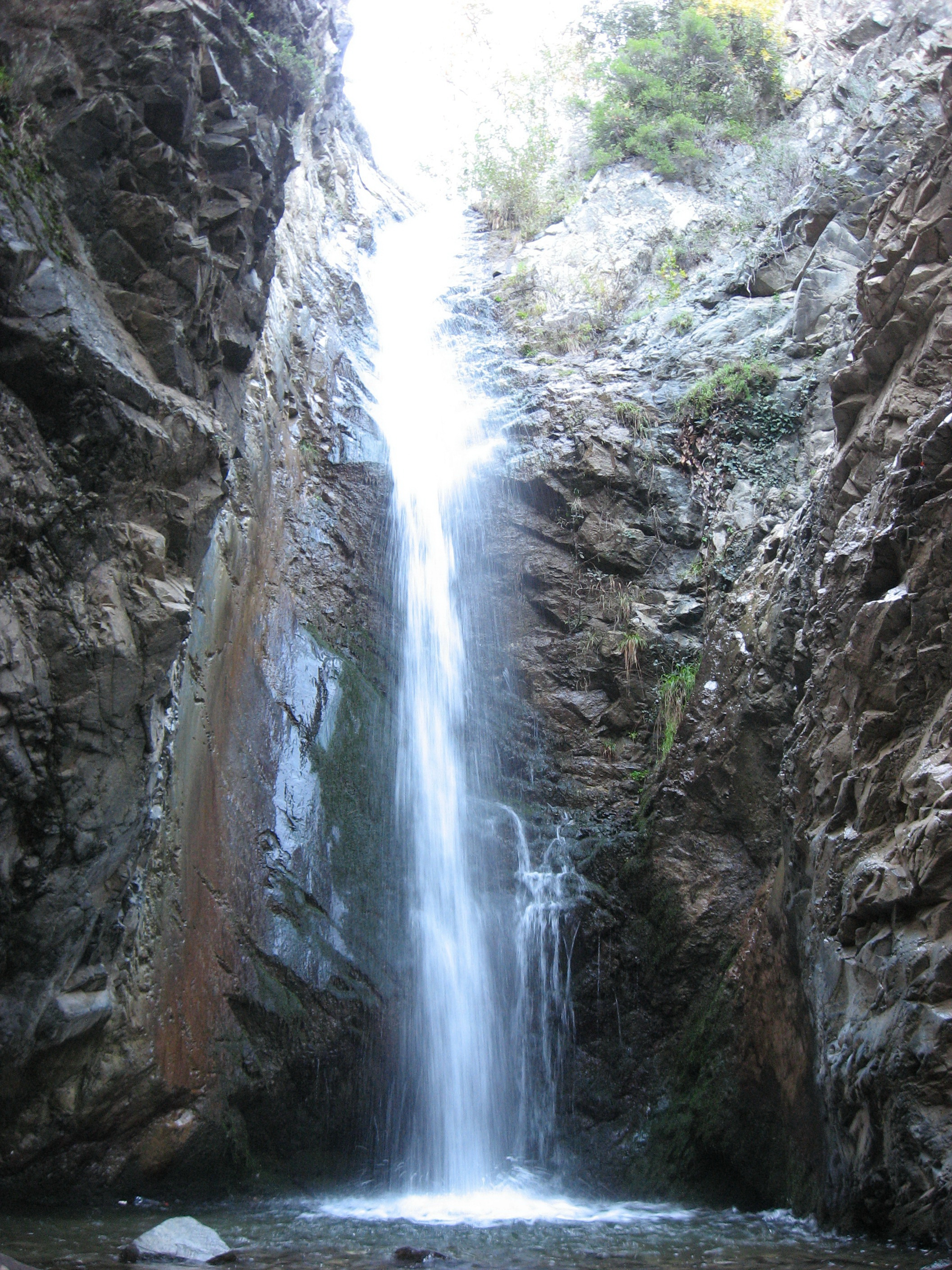
Cascata Millomeris
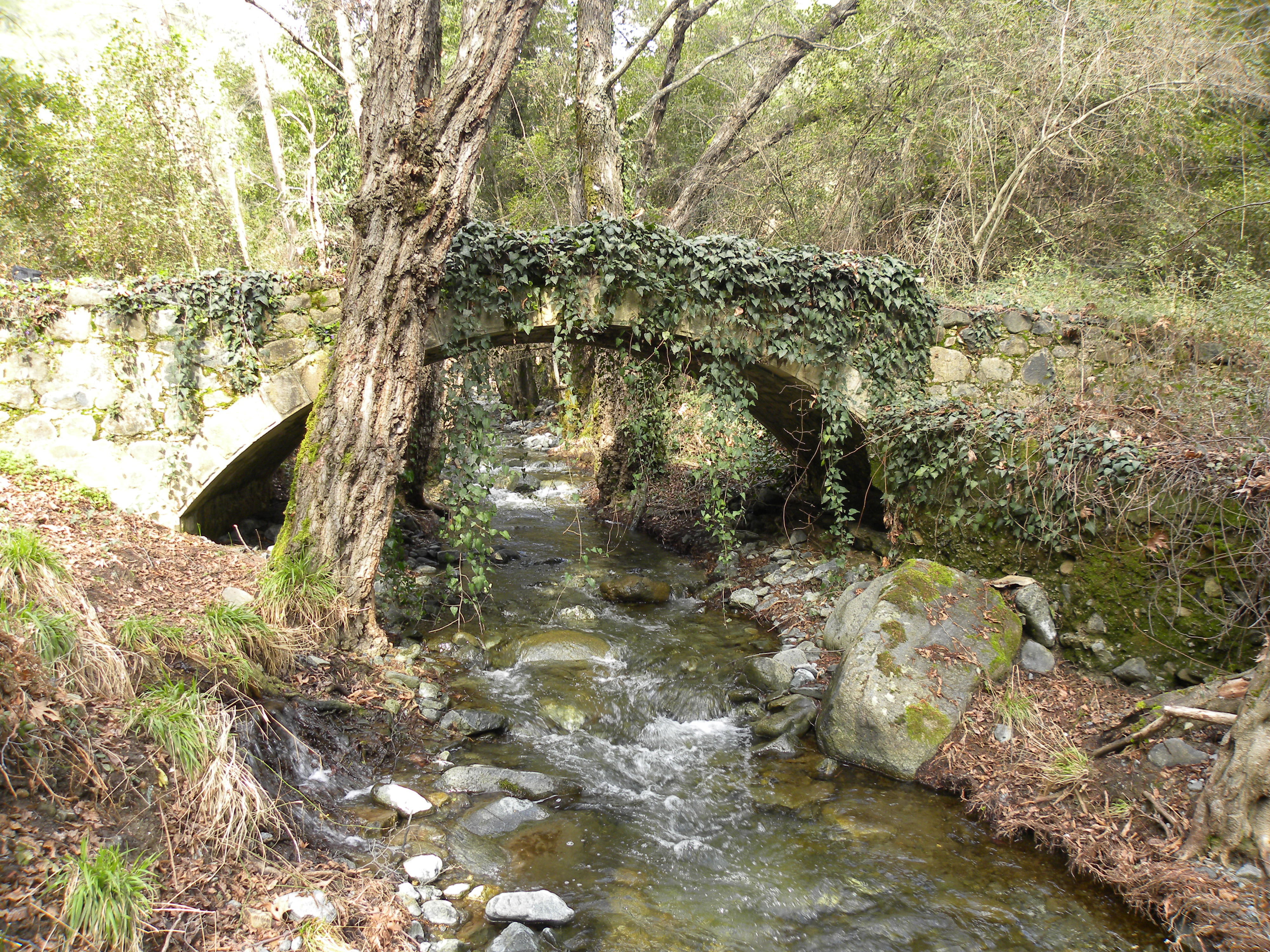
Ponte Milia